# Gosibius atopops
Gosibius atopops är en mångfotingart som beskrevs av Chamberlin 1941. Gosibius atopops ingår i släktet Gosibius och familjen stenkrypare. Inga underarter finns listade i Catalogue of Life.